# 沃姆斯普林斯鎮區 (阿肯色州蘭道夫縣)
沃姆斯普林斯鎮區（英語：Warm Springs Township）是位於美國阿肯色州蘭道夫縣的一個行政鎮區。

## 地方資料
沃姆斯普林斯鎮區的面積為72.76平方千米，當中陸地面積為72.59平方千米，而水域面積為0.17平方千米。根據2010年美國人口普查的數據，當地共有人口332人，而人口密度為每平方千米4.56人。